# Манајоне (Ливорно)
Манајоне је насеље у Италији у округу Ливорно, региону Тоскана.
Према процени из 2011. у насељу је живело 9 становника. Насеље се налази на надморској висини од 17 м.